# Heather Locklear
Heather Deen Locklear (sinh ngày 25 tháng 9 năm 1961) là một nữ diễn viên người Mỹ. Vai diễn truyền hình lớn đầu tiên của cô là một phần Sammy Jo Carrington trong Dynasty từ năm 1981 đến năm 1989, bắt đầu sự cộng tác lâu năm của cô với nhà sản xuất Aaron Spelling.